# مخيم سلواد
مخيم سلواد, هو أحد مخيمات اللاجئين الفلسطينيين, وهو مخيم صغير  يقع بالقرب من قرية سلواد شمال شرق رام الله, ويبلغ تعداد سكانه ما يقارب (500) نسمة حسب احصاء العام 2016.